# Solbergfossbanen
Solbergfossbanen var en 7,9 km lang privatbane fra Askim til Solbergfoss ved Glomma i Norge. Banen havde forbindelse til Indre Østfoldbanen ved Askim Station. Den blev bygget af Oslo kommune og stod færdig i 1917. Banen blev anlagt for at transportere materialer til Solbergfoss kraftverk, der blev opført i 1913-1924. Banen blev benyttet til godstrafik mens opførelsen stod på og indtil 1937. Persontrafikken varede fra 1920 og indtil banens nedlæggelse i 1964. Fra 1928 blev banen betjent af skinnebusser.
Traceen er i dag ryddet for spor og fungerer nu stort set som gang- og cykelsti. Der ligger fortsat skinner på broen ud til kraftværket. Drejeskiven i Askim er også delvist bevaret. Skinnebusserne, kaldet "Gamla" og "Padda" er bevaret af Norsk Jernbaneklubb.